# نيسان يوت
نيسان يوت (بالإنجليزية: Nissan Ute)‏ هي سيارة من تصنيع شركة فورد أستراليا. كانت تمثل الجيلين الثالث والرابع من سلسلة فالكون.